# Juju (Africa Occidentale)

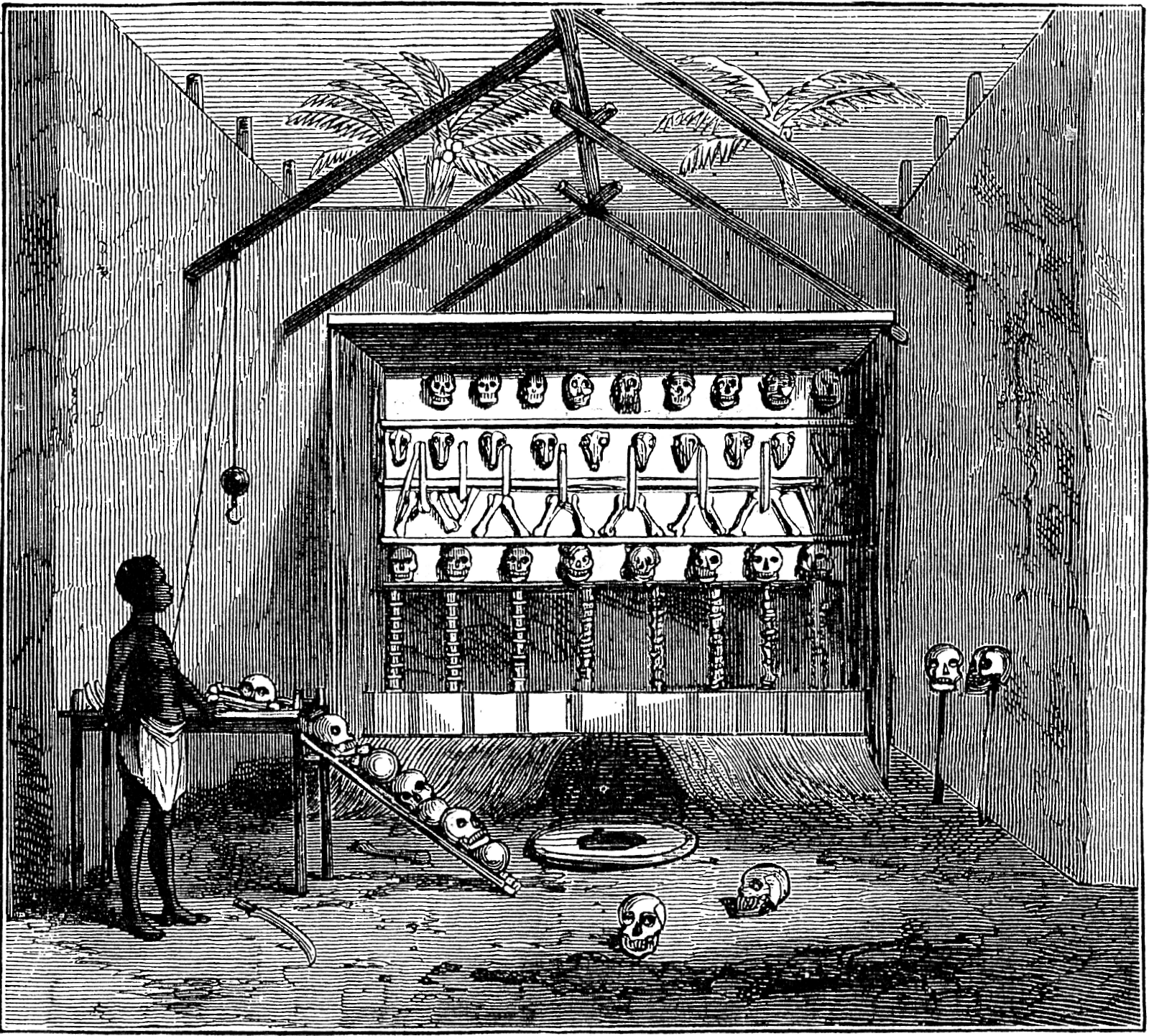
Illustrazione del 1873, in epoca vittoriana, di una "casa ju-ju" con esposizione di feticci fatti con teste e ossa.

Juju o ju-ju è una parola originaria dell'Africa occidentale, o della Francia, usata un tempo dagli europei per descrivere il complesso delle religioni tradizionali dell'Africa occidentale. Col tempo, il termine è andato a indicare quegli elementi, come amuleti e incantesimi, che sono tipici della stregoneria tradizionale di quella regione africana.

## Storia
Il termine "juju", insieme alle pratiche a esso associate, arrivò nelle Americhe dall'Africa Occidentale attraverso la tratta atlantica degli schiavi africani. Sopravvive ancora in alcuni ambienti, in particolare fra quei Cimarroni che hanno preservato le loro tradizioni.

### Relazioni con altre credenze e pratiche religiose
Contrariamente a un pensiero comune, il vudù non è legato al juju, nonostante vi siano somiglianze linguistiche e culturali che potrebbero indurre a crederlo. Nel corso dell'evoluzione del credo, il juju ha acquisito alcuni elementi legati al concetto di karma: un buon karma può essere guadagnato attraverso una qualsiasi buona azione, come salvare un gatto, o restituire un libro. Altrettanto facile è la possibilità di guadagnarne uno cattivo con comportamenti di segno opposto.